# ماهنامه تجارت الکترونیکی و رایانه

جلد شماره ۷۵ ماهنامه تجارت الکترونیکی و رایانه

ماهنامه تجارت الکترونیکی و رایانه، اولین و تنها نشریه تخصصی حال حاضر در زمینه تجارت الکترونیکی و رایانه در ایران می‌باشد.

این ماهنامه به دو زبان فارسی و انگلیسی با گستره توزیع در داخل و خارج کشور به صورت ماهانه منتشر می‌شود.

## موضوعات
این نشریه تخصصی با انتشار اخبار و مطالب و مقاله‌های گوناگون، علاقه‌مندان به فناوری اطلاعات و ارتباطات، دانشجویان و دانش آموزان را از مبتدی تا پیشرفته با طیف گسترده پوشش می‌دهد.
این ماهنامه پس از انتشار هر شماره جدید در اکثر مراکز و سازمان‌ها و نهادهای دولتی و غیردولتی از جمله:
دانشگاه‌ها، مراکز آموزش عالی، وزارت بازرگانی، وزارت صنایع، وزارت علوم، تحقیقات و فناوری، وزارت ICT (فناوری ارتباطات و اطلاعات)، وزارت ارشاد، اتاق بازرگانی ایران و تهران و شهرستان‌ها و بسیاری از شرکت‌های بزرگ پتروشیمی، پالایشگاه‌ها، ذوب آهن، شرکت‌های وابسته به سازمان تأمین اجتماعی و بنیاد مستضعفان و جانبازان و شرکت‌های اینترنتی، IT و شرکت‌های کامپیوتری و فعال در زمینه وب، PAP، ISP و بیشتر کتابخانه‌های عمومی در سرتاسر کشور ایران توزیع می‌شود.

## گستره توزیع
این ماهنامه در سراسر ایران و کشورهای عضو UN/CEFACT (بانکداری برخط و الکترونیک) منطقه: ژاپن، کره جنوبی، مالزی، ترکیه، عراق، پاکستان، هندوستان، افغانستان، عربستان، دوبی و... توزیع می‌گردد.